# Glenea quadrimaculata
Glenea quadrimaculata är en skalbaggsart som beskrevs av Aurivillius 1923. Glenea quadrimaculata ingår i släktet Glenea och familjen långhorningar.
Artens utbredningsområde är Myanmar. Inga underarter finns listade i Catalogue of Life.